# BlueBorne (agujero de seguridad)
BlueBorne es un tipo de agujero de seguridad con implementaciones Bluetooth en sistemas Android, iOS, Linux y Windows. Afecta a muchos dispositivos electrónicos como portátiles, coches inteligentes, teléfonos inteligentes y tecnología vestible. Un ejemplo es CVE-2017-14315 Las vulnerabilidades fueron reportadas por primera vez por Armis, una firma de seguridad de dispositivos IoT, el 12 de septiembre de 2017. Según Armis, "El vector de ataque de BlueBorne puede afectar potencialmente a todos los dispositivos con capacidades Bluetooth, estimados en mas de  8.2 miles de millones de dispositivos actuales [2017]."

## Historia
Las vulnerabilidades de seguridad de BlueBorne fueron reportadas por primera vez por Armis, una firma de seguridad de IoT, el 12 de septiembre de 2017.

## Impacto
Se estima que en 2017 BlueBorne podría afectar a más de 8.2 miles de millones de dispositivos en todo el mundo. Muchos dispositivos se ven afectados, incluyendo portátiles, coches inteligentes, teléfonos inteligentes y tecnología vestible.

## Mitigación
Google proporciona un escáner de vulnerabilidades BlueBorne de Armis para Android.
Los procedimientos [se necesita una aclaración] para ayudar a proteger dispositivos de las vulnerabilidades de seguridad de BlueBorne, fueron reportados en septiembre de 2017.[Actualización necesaria]